# Diplotaxis cribraticollis
Diplotaxis cribraticollis är en skalbaggsart som beskrevs av Blanchard 1851. Diplotaxis cribraticollis ingår i släktet Diplotaxis och familjen Melolonthidae. Inga underarter finns listade i Catalogue of Life.